# Erbach (Baden-Württemberg)
Erbach è un comune tedesco di 13 201 abitanti, situato nel land del Baden-Württemberg.